# Julija Sorokowska
Julija Sorokowska (ros. Юлия Сороковская, ur. 17 lipca 1985 r. w Rostowie nad Donem) – rosyjska wioślarka.

## Osiągnięcia
- Mistrzostwa Świata Juniorów – Troki 2002 – ósemka – brak[1][2].
- Mistrzostwa Świata Juniorów – Ateny 2003 – ósemka – 3. miejsce[1].
- Mistrzostwa Świata – Gifu 2005 – ósemka – 8. miejsce[1].
- Mistrzostwa Świata U-23 – Hazewinkel 2006 – ósemka – 6. miejsce[1].
- Mistrzostwa Europy – Brześć 2009 – ósemka – 4. miejsce[1].
- Mistrzostwa Europy – Montemor-o-Velho 2010 – ósemka – 5. miejsce[1].